# BuzzG
buzzG（バズジー）は日本の男性ソングライター、ギタリスト。主に動画投稿サイトニコニコ動画等で初音ミク、Megpoid、VOCALOIDといった音声合成ソフトをボーカルに用いた曲を発表している。

## 概要
音楽を始めたのは高校3年のとき、友人の影響でギターを始める。ニコニコ動画で楽曲を発表する以前にはバンドに所属しながらギターボーカルとして活動していたこともある。DTM歴はVOCALOIDの導入からで、2009年8月よりVOCALOIDを用いた曲の発表を始める。ニコニコ動画で2作目に発表した作品「赤い雨」はMegpoidの製作元、株式会社インターネットの主宰したコンテスト「Megpoid歌わせてみた祭」にて特別賞を受賞している。
楽曲はロックが主体のバンドサウンドで、音楽の根底にあるのは「古き良きJ-POP」であり、その上で高校時代や以降に聴いたバンドの影響を受けているという。楽曲の制作はDTMにて行い、ギター等は本人が演奏したものを収録し使用している。ギターはギブソン・レスポール・カスタムや1969年製のフェンダー・ムスタング、リトルマーチンを使用している。
2011年3月9日アルバム『Symphony』にてビクターエンタテインメントからメジャー・デビュー。

## 商業作品

### CD
|     | 発売日        | タイトル             | 規格品番   | 最高位 | 備考                                                                       |
| --- | ------------- | -------------------- | ---------- | ------ | -------------------------------------------------------------------------- |
| 1st | 2011年3月9日  | Symphony             | VICL-63709 | 38位   | 人間歌唱曲は後のメジャー作品でボーカロイド曲として再収録される。           |
| 2nd | 2011年6月29日 | 祭囃子               | VICL-63755 | 47位   | 全曲生演奏にこだわった作品。                                               |
| 3rd | 2012年9月19日 | Ghost Trail Reveries | VIZL-490   | 132位  | 「アイセンサー」「しわ」は次のアルバムでボーカロイド曲として再収録される。 |
| 4th | 2013年12月4日 | Drama                | QWCE-00314 | 78位   |                                                                            |

- 『Symphony』（ビクターエンタテインメント、2011年3月9日発売）
  - 動画サイトで発表してきた代表曲と、書き下ろしの新曲を収録している。ボーカルに初音ミクの他、声優の相沢舞、歌い手の花たん、東方Project関連楽曲のアレンジなどで有名な同人音楽サークルSOUND HOLICに所属するnana takahashi、ピアプロで行われたボーカリストオーディションから選ばれたYOMEが起用されている[6]。初回生産分は3Dジャケット仕様[7]。2011年3月21日の付オリコン週間アルバムランキングにて38位にランクインした。
    1. Symphony (feat. 初音ミク)
    2. かくれんぼ (feat. 相沢舞)
    3. アルビノ (feat. 初音ミク)
    4. Tru La La (feat. 初音ミク)
    5. Flashback (feat. YOME)
    6. GALLOWS BELL (feat. 初音ミク)
    7. Fantastic Cyborg (feat. 初音ミク)
    8. 御名前 (feat. 初音ミク)
    9. 赤い雨 (feat. nana takahashi)
    10. Marygold (feat. 花たん)
    11. それじゃあね (feat. 初音ミク)

- 『祭囃子』（ビクターエンタテインメント 2011年6月29日発売）
  - 全曲ライヴレコーディングで収録した2ndアルバム。Megpoidが歌う13曲と人間のヴォーカリスト（岸尾だいすけ、Gero、nano）が歌う3曲の計16曲を収録。封入されるブックレットには1stアルバムのジャケットも担当したイラストレーター「かる」によるイラストが収録。レコーディングにはLUNA SEAの真矢がドラム、[TEST]がギター、Kei Nakamuraがベースとして参加。初回生産版のみリアル3Dジャケット。2011年7月11日の付オリコン週間アルバムランキングにて47位にランクインした。
    1. AGAINST
    2. Sirius
    3. 祭囃子
    4. LAST YEAR
    5. 西へ行く
    6. name of memory
    7. SNOW NOISE MONSTER
    8. 月の羅針盤
    9. D.P.C.W
    10. COIN
    11. 赤い雨
    12. Marygold
    13. 星の唄
    14. name of memory (feat. Gero)
    15. D.P.C.W (feat. 岸尾だいすけ)
    16. 西へ行く (feat. nano)

- 『Ghost Trail Reveries』（ビクターエンタテインメント 2012年9月19日発売）
  - VOCALOIDが歌う曲と、人間のヴォーカリストが歌う4曲の計15曲を収録した3rdアルバム。ブックレットには漫画家のHEROによる「Fairytale,」をモチーフにした漫画を封入している[8]。
    1. g.t.r
    2. かくれんぼ
    3. A
    4. Fairytale,
    5. DANCE FLOOR
    6. Ghost "Ira"
    7. She
    8. 天井
    9. Flashback
    10. Notebook
    11. アイセンサー (feat. Gero)
    12. タイム・カプセル (feat. 相沢舞)
    13. しわ (feat. F9)
    14. Carry on (feat. F9)
    15. イントロダクション

|        | 発売日         | タイトル                        | 備考 |
| ------ | -------------- | ------------------------------- | --- |
| 1st    | 2010年5月9日   | Rebellion on the Sunday         | 後に全曲がメジャー作品に再収録された。 |
| 2nd    | 2010年11月14日 | 251 Anthem                      | 後に全曲がメジャー作品に再収録された。 |
|        | 2011年3月30日  | Cylinder                        | セルフカバーアルバム。ボーパラ5で頒布予定だったが、震災の影響により間に合わず。3月30日に通販で販売される。 |
| 3rd    | 2011年9月4日   | Time machine films              | 収録曲のうち動画投稿された曲がメジャー作品に再収録された。ボーマス17にて初頒布。 |
| 4th    | 2012年4月28日  | AMPLOID                         | 収録曲のうち動画投稿された曲がメジャー作品に再収録された。超ボーマス20にて初頒布。 |
| 5th    | 2013年8月12日  | オートマタ・オーヴァドライブ    | 収録曲のうち動画投稿された曲がメジャー作品に再収録された。C84にて初頒布。 |
| 1st EP | 2014年4月26日  | Gemini E.P.                     | 初期曲のアレンジ含む4曲入りEP。超ボーマス28にて初頒布。 |
|        | 2014年8月17日  | Landmarks                       | 夏代孝明とのコラボアルバム。C86にて初頒布。 |
|        | 2015年4月25日  | Horoscope                       | 夏代孝明とのコラボアルバム。超ボーマス31にて初頒布。 |
|        | 2016年8月14日  | Password                        | 夏代孝明とのコラボアルバム。C90にて初頒布。 |
| 6th    | 2017年4月29日  | The World Rewritten by Daydream | 超ボーマス37にて初頒布。 |
|        | 2017年12月29日 | Tasogare Archive                | 歌い手を迎えたセルフカバーアルバム。C93にて初頒布。 |
| 7th    | 2018年8月10日  | Future                          | 過去作のリメイクと新曲を同時に収録したアルバム。C94にて初頒布。 |
| 2nd EP | 2019年4月27日  | BOXER EP                        | 超ボーマス42にて初頒布。 |
| 8th    | 2019年8月10日  | Stigma                          | 過去作のリメイクと新曲を同時に収録したアルバム。マジカルミライ大阪にて初頒布。 |
|        | 2019年8月12日  | Comeback My Hero                | 夏代孝明とのコラボアルバム。Akisame名義。C96にて初頒布。 |
| 3rd EP | 2020年8月27日  | ever after EP                   | 配信限定。 |
| 9th    | 2023年9月20日  | IFREET                          | 1. ワールド・ランプシェード [reunion] feat.メグッポイド 2. Fairytale, [reunion] feat.Megpoid 3. ウルトラレア feat.メグッポイド 4. 晩冬と春嵐 feat.初音ミク 5. アグニ feat.鏡音リン 6. パンドラ feat.鏡音リン 7. モンスターズ feat.花隈千冬 8. カメレオンアクター feat.メグッポイド 9. 僕はボクサー feat.初音ミク 10. 夏の透明 feat.初音ミク 11. ふぁんとむ feat.鏡音リン 12. ミゾオチ feat.小春六花 13. 命動 feat.鏡音リン 14. ジャズコーラスの夏闌 feat.初音ミク 15. ブルートワイライト feat.初音ミク 16. Telescope feat.初音ミク 17. エンドロールには載らない君へ feat.初音ミク |

### 配信
初音ミクの発売元のクリプトン・フューチャー・メディア直営のレーベル「KarenT」より発売。ネット配信のみ。
- 「Marygold」（KarenT、2010年6月26日発売）
- 「ジャズコーラスの夏闌 [reprise] [feat. 初音ミク]」（2019年8月20日発売）
- 「パンドラ (feat. 鏡音レン)」（Retriever Records、2022年9月1日発売）
- 「ウルトラレア」（2022年10月14日発売）
- 「揺らいで (feat. yosumi)」（2023年1月21日発売）
- 「ワールド・ランプシェード (reunion)」（2023年10月3日発売）buzzG&りょーくん

### 楽曲提供・参加作品
- 『VOCAROCK collection feat. 初音ミク』（FARM RECORDS、2010年7月21日発売） 
  - VOCALOIDを用いたロックの楽曲を集めたコンピレーション・アルバム。「アルビノ」を提供。
- 『EXIT TUNES PRESENTS Supernova4』（EXIT TUNES　2010年12月15日発売） 
  - ネット上で活躍するクリエイターの楽曲を集めたコンピレーション・アルバム「御名前」を提供。
- 『VOCAROCK collection 2 feat. 初音ミク』（FARM RECORDS、2010年12月15日発売）  
  - VOCALOIDを用いたロックの楽曲を集めたコンピレーション・アルバム。「GALLOWS BELL」を提供。
- 『EXIT TUNES PRESENTS GUMism from Megpoid』（EXIT TUNES　2011年3月16日発売） 
  - Megpoidを使用した楽曲を集めたコンピレーション・アルバム「AGAINST」を提供。
- 『「聖闘士星矢 THE LOST CANVAS 冥王神話」キャラクターソング アルバム』（ドワンゴ・ミュージックエンタテインメント　2011年8月10日発売） 
  - OVA『聖闘士星矢 THE LOST CANVAS 冥王神話』のキャラクターソングアルバム。「Nothing」の作詞作曲を担当。
- 『初音ミク DANCE REMIX〜vol.1』（ビクターエンタテインメント　2011年12月7日発売） 
  - 様々なVOCALOID楽曲をクラブシーンで活動するクリエイターがREMIXしたコンピレーション・アルバム。クボタマサヒコによる「アルビノ」のREMIXが収録。
- 『VOCAROCK collection 3 feat. 初音ミク』（FARM RECORDS、2011年12月7日発売）  
  - VOCALOIDを用いたロックの楽曲を集めたコンピレーション・アルバム。「DANCE FLOOR」を提供。
- 『EXIT TUNES PRESENTS GUMish from megpoid』（EXIT TUNES、2011年12月21日発売）  
  - 「ディーゼルの咆哮」を提供。
- 『VOCALO APPEND feat.初音ミク』（FARM RECORDS、2012年1月11日発売） 
  - 初音ミク APPENDなどの追加ライブラリを用いた曲を集めたコンピレーション・アルバム。「タイム・カプセル-GUMI Power ver-」を提供。
- 『JAZZIN’ FOR VOCALOID 〜covers〜』（FARM RECORDS、2012年2月15日発売） 
  - VOCALOID関連楽曲をジャズアレンジしたアルバム。Ree-changによる「DANCE FLOOR」を収録。
- 『Happy Party☆彡- VOCALOID™3 Megpoid(GUMI) -』（VOCALOID RECORDS、2012年3月14日発売） 
  - Megpoidを用いた楽曲を集めたコンピレーション・アルバム。「アイセンサー」を提供。
- 『VOCAROCK collection 4 feat. 初音ミク』（FARM RECORDS、2012年11月28日発売）  
  - VOCALOIDを用いたロックの楽曲を集めたコンピレーション・アルバム。「十六夜草紙」を提供。
- 日本アニメ（ーター）見本市 「新世紀いんぱくつ。」（2015年9月18日配信、主題歌「センチメンタルな予感」作曲・編曲・ギター）[18]

### 楽曲提供・被カバー
| 発売日         | タイトル                                                           | 収録曲                                           | 備考                  |
| -------------- | ------------------------------------------------------------------ | ------------------------------------------------ | --------------------- |
| 2010年12月15日 | EXIT TUNES PRESENTS Supernova 4                                    | 御名前                                           |                       |
| 2011年8月10日  | 「聖闘士星矢 THE LOST CANVAS 冥王神話」キャラクターソング アルバム | Nothing / アローン×buzzG                         |                       |
| 2012年3月14日  | DJ WILDPARTY『MOGRA MIX VOL.1』                                    | 祭囃子 (fu_mou Remix)                            |                       |
| 2012年1月18日  | amu『step on』                                                     | Silvia Marygold                                  |                       |
| 2012年3月14日  | ナノ『nanoir』                                                     | GALLOWS BELL Dive In Your Eyes                   | 作詞・作曲 作曲       |
| 2012年3月28日  | しんがー・そんぐ・らいてぃんぐ (LOiD-03)                           | Melodic Cylinder                                 |                       |
| 2012年6月13日  | V Love 25 ～cantabile～                                            |                                                  |                       |
| 2012年7月4日   | amu『Intensity』                                                   | silvia                                           |                       |
| 2012年12月5日  | VOCALOID3 Library exit tunes presents MAYU                         | ジグソーガールの運命論                           |                       |
| 2013年2月6日   | りょーくん『Re:you』                                               | ワールド･ランプシェード                          |                       |
| 2013年1月30日  | amuTen『W.H.Y.』                                                   | over sun                                         |                       |
| 2013年3月27日  | 相沢舞『moi』                                                      | Speech Balloon タイムカプセル 1572               | 作詞 作詞・作曲・編曲 |
| 2013年4月3日   | exit tunes presents GUMitia from megpoid                           | しわ 防衛本能 / 桑爺 (クワガタP×buzzG) feat.GUMI |                       |
| 2013年7月31日  | YURiCa/花たん『FLOWER』                                            | しわ                                             |                       |
| 2013年5月29日  | 艶唄-ADEUTA-                                                       | マーシャルの嬌声 / amu                           |                       |
| 2013年6月5日   | EXIT TUNES PRESENTS Vocaloextra feat.GUMI、IA、MAYU                | ランジェリーシーフ feat.GUMI                     |                       |
| 2013年6月5日   | ナノ『Remember your color.』                                       | GALLOWS BELL                                     |                       |
| 2013年6月19日  | 青春ボカロ starring GUMI,Lily                                      | Fairytale, feat.GUMI                             |                       |

## 書籍
- しわ（2014年12月19日、電撃コミックスNEXT/KADOKAWA/アスキー・メディアワークス、4048690868、978-4048690867）
  - 楽曲を漫画化したもの。画：モゲラッタ

## 出演イベント
- 2013年12月31日 - EXIT TUNES ACADEMY
- 2014年08月03日 - EXIT TUNES ACADEMY FINAL SPECIAL 2014
- 2015年05月17日 - サイダガ vs ばずあき ～妖怪大戦争～
- 2015年11月01日 - ドキ生R 2015
- 2016年09月19日 - LARK LAND
- 2017年06月10日 - 遠藤ゆりか はぴゆり☆1st Live 夜の部